# Гордон, Нина
Ни́на Рэ́йчел Шапи́ро Го́рдон (англ. Nina Rachel Shapiro Gordon; 14 ноября 1967, Чикаго, Иллинойс, США) — американская певица, автор песен, композитор.

## Биография
Нина Рэйчел Шапиро Гордон родилась 14 ноября 1967 года в Чикаго (штат Иллинойс, США). У Нины есть старший брат — музыкант Джим Шапиро (род.1965).

## Карьера
Нина начала свою музыкальную карьеру в 1993 году, став участницей музыкальной рок-группы Veruca Salt, которую покинула в 1998 году и с которой вновь воссоединилась в 2013 году. После временного ухода из Veruca Salt Нина Гордон занималась сольной карьерой.
В 1998 году Нина дебютировала в кино, сыграв роль в фильме «Полностью обескуражен».

## Личная жизнь
Нина состоит в фактическом браке с музыкантом Джеффом Руссо (род.1969). У пары есть двое детей — дочь Айви Найтингейл Руссо (род.21.11.2006) и сын.